# Fünf Paragraphe aus dem Walzer-Codex
Fünf Paragraphe aus dem Walzer-Codex ist der Titel eines Walzers von Johann Strauss (Sohn) (op. 105). Das Werk wurde am 3. Februar 1852 im Sofienbad-Saal erstmals aufgeführt.

## Einzelnachweis
1. ↑  Quelle: Englische Version des Booklets (Seite 91) in der 52 CDs umfassenden Gesamtausgabe der Orchesterwerke von Johann Strauß (Sohn), Hrsg. Naxos (Label). Das Werk ist als dritter Titel auf der 34. CD zu hören.